# Francis B. Fay

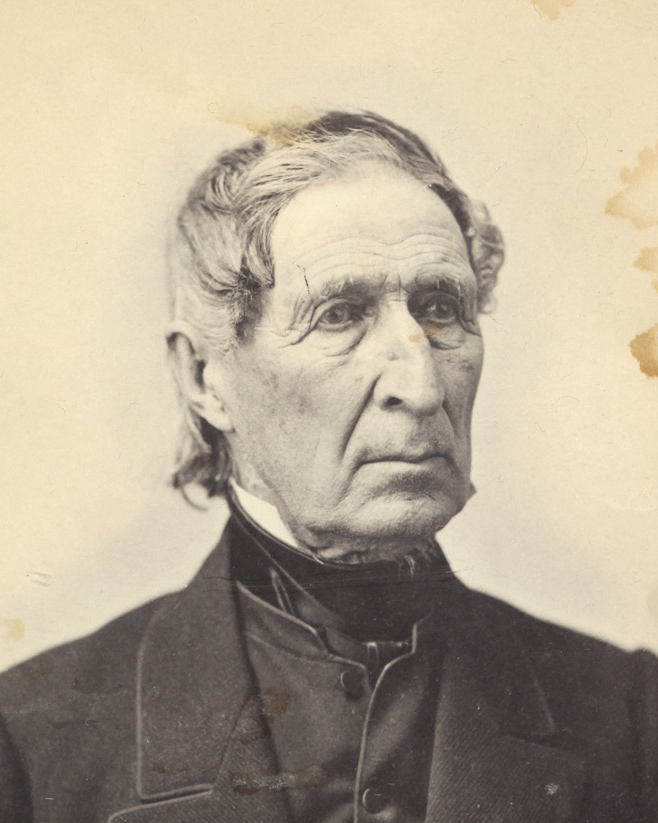
Francis B. Fay (um 1868)

Francis Ball Fay (* 12. Juni 1793 in Southboro, Worcester County, Massachusetts; † 6. Oktober 1876 in South Lancaster, Massachusetts) war ein US-amerikanischer Politiker. In den Jahren 1852 und 1853 vertrat er den Bundesstaat Massachusetts im US-Repräsentantenhaus.

## Werdegang
Francis Fay erhielt eine eher durchschnittliche Schulausbildung und arbeitete danach im Handel. Zwischen 1817 und 1832 war er Posthalter in Southboro. Außerdem fungierte er von 1824 bis 1830 als stellvertretender Polizeichef im Worcester County. Zwischen 1830 und 1840 war er mehrfach Mitglied des Massachusetts General Court. Politisch wurde Fay Mitglied der Whig Party. In den Jahren 1843 bis 1845 sowie nochmals im Jahr 1848 saß er im Senat von Massachusetts.
Nach dem Tod des Abgeordneten Robert Rantoul wurde Fay bei der fälligen Nachwahl für den zweiten Sitz von Massachusetts als dessen Nachfolger in das US-Repräsentantenhaus in Washington, D.C. gewählt, wo er am 13. Dezember 1852 sein neues Mandat antrat. Da er bei den regulären Wahlen des Jahres 1852 nicht mehr kandidierte, konnte er bis zum 3. März 1853 nur die laufende Legislaturperiode im Kongress beenden. Im Jahr 1857 war Fay Bürgermeister von Chelsea. Seit 1858 lebte er in Lancaster, wo er eine Schule gründete. Im Jahr 1868 gehörte er nochmals dem Staatssenat an. Francis Fay starb am 6. Oktober 1876 in South Lancaster.